# Ta'aroa
Ta'aroa „jedinečný“, též Rua-i-tupra „zdroj růstu“ je nejvyšší bůh, stvořitel a pán života i smrti tradičního náboženství Tahiťanů. Na Novém Zélandu mu odpovídá maorský Tangora, Ta’aroa však na rozdíl od něj nemá vlastní mytický cyklus a více je zdůrazňována jeho role nejvyššího boha a stvořitele. Svým tvořením světa z vlastního těla se podobá kosmickým obrům různých náboženských tradic.
Podle tahitských mýtů Ta’aroa nemá ani otce ani matku a je svým vlastním rodičem. Na počátku přebýval ve skořápce, obdobě kosmického vejce, která plula prázdnou temnotou. V určitém okamžiku se Ta’aroa rozhodl skořápku rozbít a vytvořil z ní nebesa, skály a písek, z částí vlastního těla, s výjimkou své hlavy, pak vytvořil další prvky světa: z páteře pohoří, z masa zemi, z nehtů rybí šupiny, ze střev humry, krevety a úhoře, a tak dále. Zároveň také stvořil různé bohy a skořápka se stala prostorem v kterém je obsažena země, slunce, měsíc i nebesa. Vybudoval také první fare-atua „boží dům“, který se stal modelem pro všechny chrámy a který je přirovnáván k jeho tělu – jeho páteř je jeho střechou a jeho žebra pilíři.